# Epimetopus trilobus
Epimetopus trilobus (лат.) — вид жуков рода Epimetopus из семейства Epimetopidae. Эндемик Венесуэлы.

## Описание
Водные жуки мелкого размера, вытянутой формы, слабо выпуклые. Длина тела около 1,5 мм. Голова двухцветная, лоб красный, наличник чёрный, брюшко и тазики красновато-коричневые, остальная часть ног охристая. Габитус этого вида очень похож на габитус некоторых других представителей группы E. costatus; отличается строением переднеспинки и её трехлопастным апикальным краем пронотального капюшона. Эдеагус отличается апикально раздвоенной вершиной срединной доли. Хотя эдеагус заметно отличается от такового у E. lacordairei, раздвоенная вершина обоих, сходство в строении надкрылий и особенно трехлопастная вершина пронотального капюшона указывают на родство. Углубления передних тазиков закрытые сзади; метастернум с однообразной скульптурой, без отграниченной гладкой области. Пронотум нависает над головой в виде выступа. Усики состоят из 9 антенномеров. Глаза крупные. Лапки 5-члениковые.

## Таксономия
Вид был впервые описан в 2012 году в ходе родовой ревизии, проведённой американским колеоптерологом Филипом Перкинсом.